# Teatro Arniches (Madrid)
El Teatro Arniches fue un local de ocio de Madrid, cuyo edificio aún se conserva en la calle de Cedaceros, 7 y calle de los Madrazo 4 alojando actualmente un local de eventos. 
A lo largo de más de un siglo de historia ha tenido diversos nombres y ocupaciones, conocido como Salón Madrid, Fronton Salón Madrid (como frontón para categoría femenina),Teatro Rey Alfonso, Picadilly Club, Cabaret Lido, Panorama, Teatro Arniches, Cine Cedaceros, Cine Bogart y El Principito (Espacio de eventos).

## Historia
En 1906 se levanta en un solar con fachadas tanto en calle de los Madrazo 4 y calle de Cedaceros 7 (Calle de Nicolás Mª Rivero por entonces) un edificio "destinado a la presentación de variedades cultas de mérito extraordinario y a la exposición de vistas cinematográficas." por el arquitecto Luis López y López que acabaría siendo nombrado como "Salón Madrid", originalmente teniendo su entrada principal en la calle de los Madrazo. Se realizaron diversas reformas durante los años venideros hasta que en 1916 se reformó completamente para alojar un Frontón de categoría femenina, pasando a llamarse "Frontón Salón Madrid".
En 1921 se vuelve a reformar por el arquitecto Luis Ferrero Tomás como espacio mixto para teatro y salón de espectáculos y cinematógrafo en la planta baja y primera, mientras se alza la cancha de Frontón hasta la segunda planta, modificando esta vez las dos fachadas que mantiene en la actualidad creando así otra entrada principal por la calle de Cedaceros con un acceso ancho a las escaleras que suben a la planta del Frontón, y un acceso secundario trasero al teatro. El lugar fue regalado a la actriz Carmen Ruiz Moragas por su amante, el rey Alfonso XIII y se renombra como "Teatro Rey Alfonso". De esa época se conserva el apartamento en la parte superior. 
En 1924 la empresa gestora presentó problemas de subsistencia graves y al año siguiente tuvo lugar el primer cierre y la primera subasta, dedicándose entonces el local a representaciones de género ínfimo, como se llamó al cuplé “no apto para todos los públicos” a las que acudían solo hombres.
En 1927 el mismo Ferrero transformó el frontón de los dos pisos altos en salones para una empresa privada, mientras en el piso inferior el teatrito continuó representando piezas de cabaret, le llamaron primero Picadilly Club y luego Cabaret Lido.
Durante la República volvió el cine, el Panorama, en esta ocasión sobrevivió durante más de 30 años, cine de barrio que más de una generación de madrileños guarda en su memoria. Hasta que en el mes septiembre de 1965 se inauguró el Teatro Arniches, que igualmente muchos aficionados recuerdan.
El 17 de septiembre de 1965 con el estreno de la comedia Educando a una idiota de Alfonso Paso se presenta ya como teatro Arniches. Durante ese periodo se ponen en escena obras como:
- El armario (1969)
- El culpable, de Harry Granick (1970)
- El matrimonio del señor Mississippi, de Friedrich Dürrenmatt (1973)
- La más hermosa niña del mundo (1974)
- Hablemos a calzón quitado, de Guillermo Gentile (1976)
- Satán azul, de Enrique Barreiro, con Marisa Medina (1978)[8]

Pero los problemas económicos volvieron a surgir, anunciándose el cierre en 1976.
La protección de Patrimonio Artístico evitó entonces su derribo, pero a partir de ese momento la situación fue empeorando. El entonces llamado Cine Cedaceros exhibía películas clasificadas “S” y "X", novedad de la época, pero que poco a poco también fue perdiendo espectadores.
En 1982 el edificio sufrió la sexta reforma y pasó a ser el Cine Bogart, que proyectaba películas en versión original. En 1999 sirvió de espacio al IV Festival de Cine Gay-Lésbico de Madrid.
El local fue cerrado y abandonado en 2001. El 25 de junio de 2006 el edificio, que todavía presentaba la marquesina de cine, fue «okupado» por el colectivo Rompamos el Silencio, para denunciar el deterior de edificios abandonados en nombre de la especulación. El 3 de julio de ese mismo año entregaron las llaves a la policía una vez concluida su semana reivindicativa. La experiencia supuso la demolición de la marquesina del viejo teatro y que se tapiasen las entradas a la sala, aunque la fachada conservaría el letrero del cine.
En 2007 fue utilizado por los hermanos Caprile para preparar una exposición.
En 2015 fue reabierto por una sociedad de empresarios como salón cabaret con cierta polémica y mala recepción vecinal, pero finalmente se estableció como un local de eventos culturales y privados bajo el nombre de El Principito, donde durante 2015 y 2016 fue conocido por alojar la exclusiva sesión Cha Cha Club generalmente reservada para los altos miembros del mundo del espectáculo español.